# Thỏ rừng Nhật Bản
Thỏ rừng Nhật Bản (Danh pháp khoa học: Lepus brachyurus) là một loài thỏ có nguồn gốc từ Nhật Bản. Loài thỏ rừng Nhật Bản này được Coenraad Jacob Temminck mô tả năm 1845, chúng thuộc động vật có vú trong họ Leporidae, bộ Thỏ. Tên loài này có nguồn gốc từ tiếng Hy Lạp cổ đại là brachys có nghĩa là "ngắn" và ouros có nghĩa là "đuôi".

## Phân bố
Thỏ rừng Nhật Bản được tìm thấy trên các hòn đảo Honshu, Shikoku và Kyushu, đó là tất cả các hòn đảo chính của Nhật Bản ngoại trừ đảo Hokkaido, và chúng được phát hiện ở độ cao lên đến 2700 m. Đây là loài chủ yếu được tìm thấy ở vùng núi, vùng đồi núi. Nó cũng sinh sống ở rừng hoặc khu vực có đá lởm chởm. Do sự xâm lấn của con người, mặc dù, loài thỏ này đã phát triển mạnh trong và xung quanh môi trường đô thị, vì vậy mà nó đã trở thành một mối phiền toái trong một số nơi.
Bốn phân loài của loài thỏ này là:
- Lepus brachyurus angustidens
- Lepus brachyurus brachyurus
- Lepus brachyurus lyoni
- Lepus brachyurus okiensis

## Đặc điểm

### Mô tả
Thỏ Nhật Bản tổng thể có màu nâu đỏ, với chiều dài cơ thể khoảng 45-54 cm (18–21 in), và trọng lượng cơ thể nặng tư 1,3-2,5 kg (2,9-5,5 lb). Cái đuôi của nó phát triển đến độ dài của 2–5 cm (0,79-1,97 inch). Hai chân trước của nó có thể dài từ 10–15 cm (3,9-5,9 in) và chân sau dài từ 12–15 cm (4,7-5,9 in). Đôi tai phát triển được cỡ khoảng 6–8 cm (2,4-3,1 in) chiều dài, đuôi dài từ 2–5 cm (0,79-1,97 in). Tại các khu vực miền bắc Nhật Bản, các bờ biển phía tây, và đảo Sado, nơi tuyết rơi dày, thỏ Nhật Bản nhạt màu sắc của nó vào mùa thu, chỉ còn lại màu trắng cho đến mùa xuân, khi trở về lông màu nâu đỏ.

### Hành vi

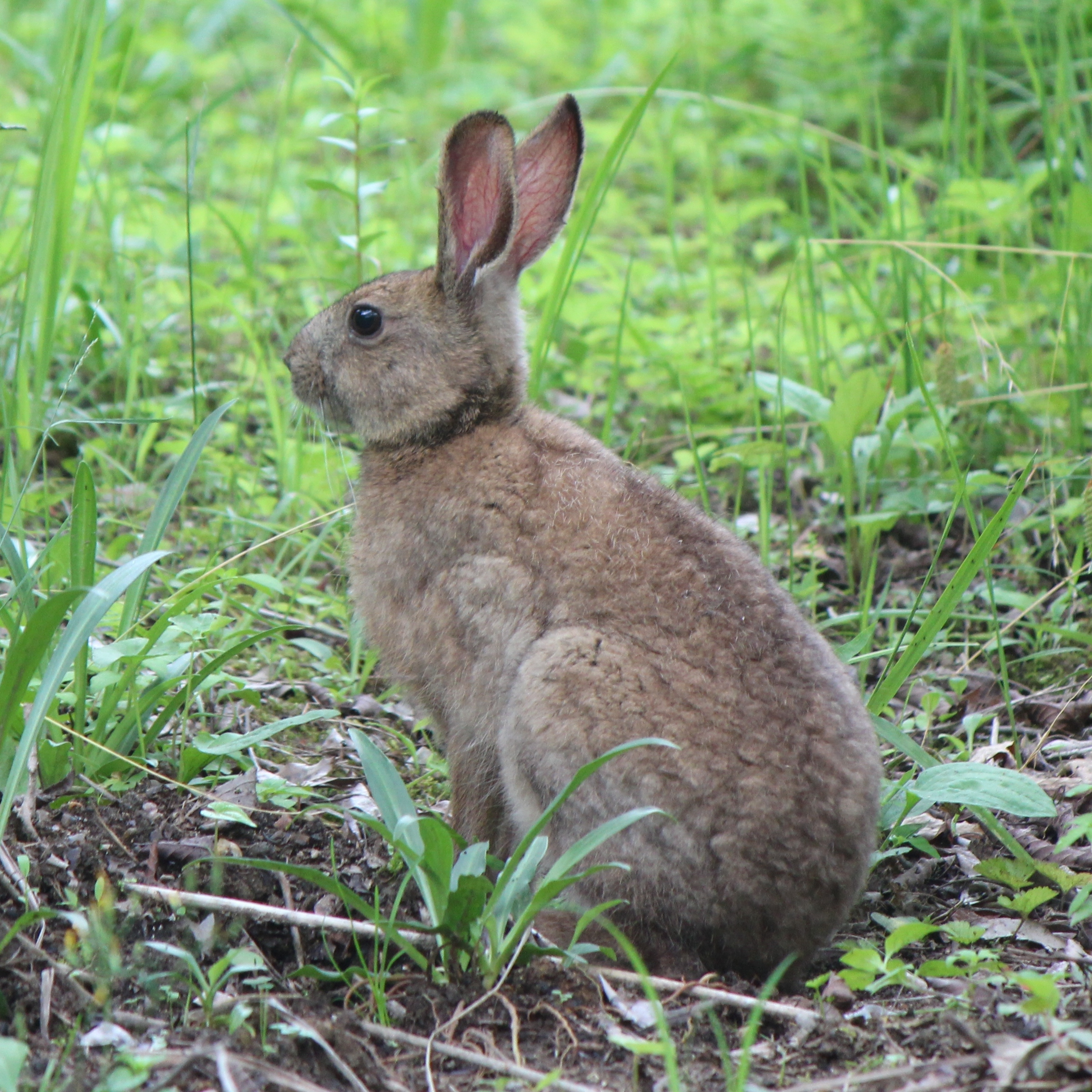
Một con thỏ đang ăn cỏ

Thỏ Nhật Bản, giống như hầu hết thỏ rừng và thỏ đồng, là động vật hoạt động lúc chạng vạng (chúng kiếm ăn chủ yếu vào buổi chiều tối và vào sáng sớm). Đó là sự tĩnh lặng cần thiết của cảnh vật giúp chúng nghe rõ được những hiểm nguy đang rình rập chúng và có thể liên lạc với các con thỏ khác. Nó có thể chiếm hang, nhưng đôi khi thôi. Nó là một loài động vật đơn độc ngoại trừ trong mùa giao phối, khi cả con đực và con cái chung sống và nuôi con.

### Tập tính ăn
Thảm thực vật được tìm thấy trong và xung quanh môi trường sống của nó là nơi thỏ Nhật Bản có được hầu hết các chất dinh dưỡng của nó. Cỏ, cây bụi và bụi cây đều được thỏ ăn hết. Thỏ Nhật Bản là một trong số ít các thỏ rừng mà sẽ ăn vỏ ngoài của cây và có vẻ như nó đôi khi có thể gây ra thiệt hại lớn cho cây xanh và rừng. Chúng đôi khi sẽ ăn vỏ cây từ một cây bonsai ở châu Á.

### Sinh sản
Kích thước lứa thỏ Nhật Bản thay đổi từ 1 đến 6 tuổi. Tuổi của sự trưởng thành, thành thục về giới tính là không chắc chắn, nhưng con cái có thể sinh sản trong vòng một năm sau khi sinh. Việc nuôi con tiếp tục quanh năm. Một số thỏ con được sinh ra mỗi năm, mỗi trong số đó có lứa từ 2-4 cá thể. Việc giao phối diễn ra bừa bãi, con đực đuổi theo những con cái và đè lên chúng để giao phối.

## Với con người
Số lượng thỏ rừng Nhật Bản có vẻ là ổn định; ở một số nơi, nó đã trở thành một con vật phiền toái. Nó được săn bắn trong khu vực nhất định cho nhu cầu thực phẩm, lông thú, tấm da, và giúp hạn chế số ngày càng tăng của nó (kiểm soát dịch họa). Trong văn hóa, con thỏ rừng thần thoại thỏ Inaba có một chỗ đứng quan trọng trong thần thoại của Nhật Bản như là một phần thiết yếu của truyền thuyết của đạo Shinto thờ thần ōkuninushi.

## Hình ảnh

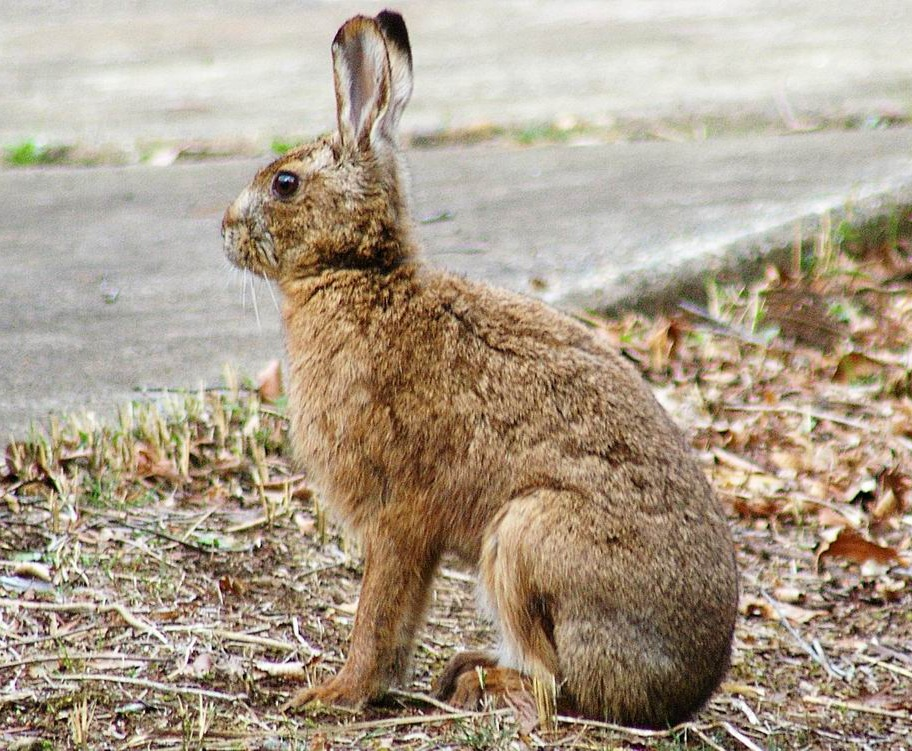
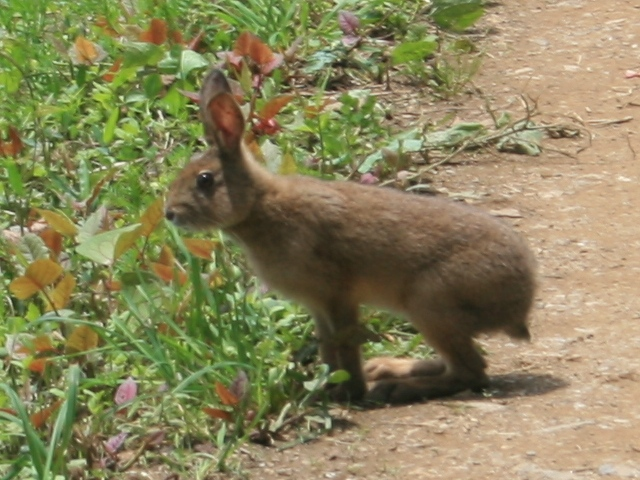
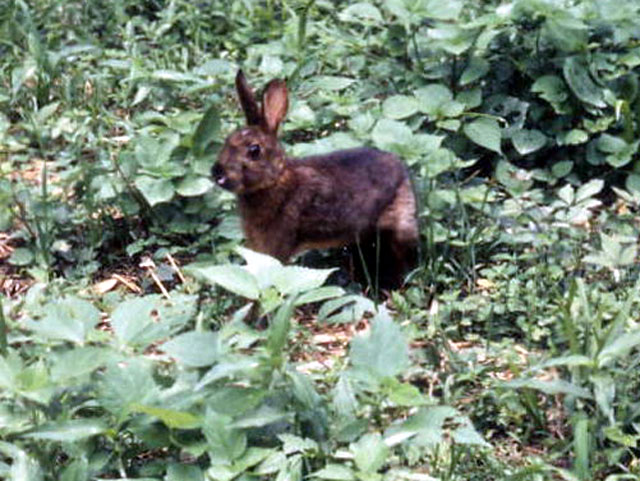
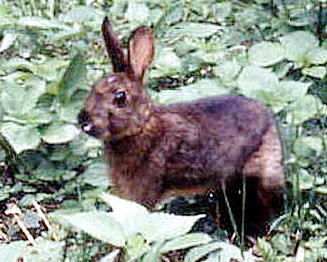